# Leinwandbilder in St. Maria (Buxheim)
In der Kirche St. Maria im oberschwäbischen Buxheim bei Memmingen befinden sich mehrere Leinwandbilder von Johann Friedrich Sichelbein und Johann Georg Bergmüller. Sie wurden zwischen 1694 und 1718 gemalt und in der Kirche aufgehängt oder als Altarblatt verwendet. Das älteste ist das Bild der Kredenz von Sichelbein, das jüngste von 1718 ist das Bild des Hochaltars von Bergmüller. Sie basieren auf biblischen Texten oder zeigen Kartäusermönche in für sie charakteristischen Situationen.

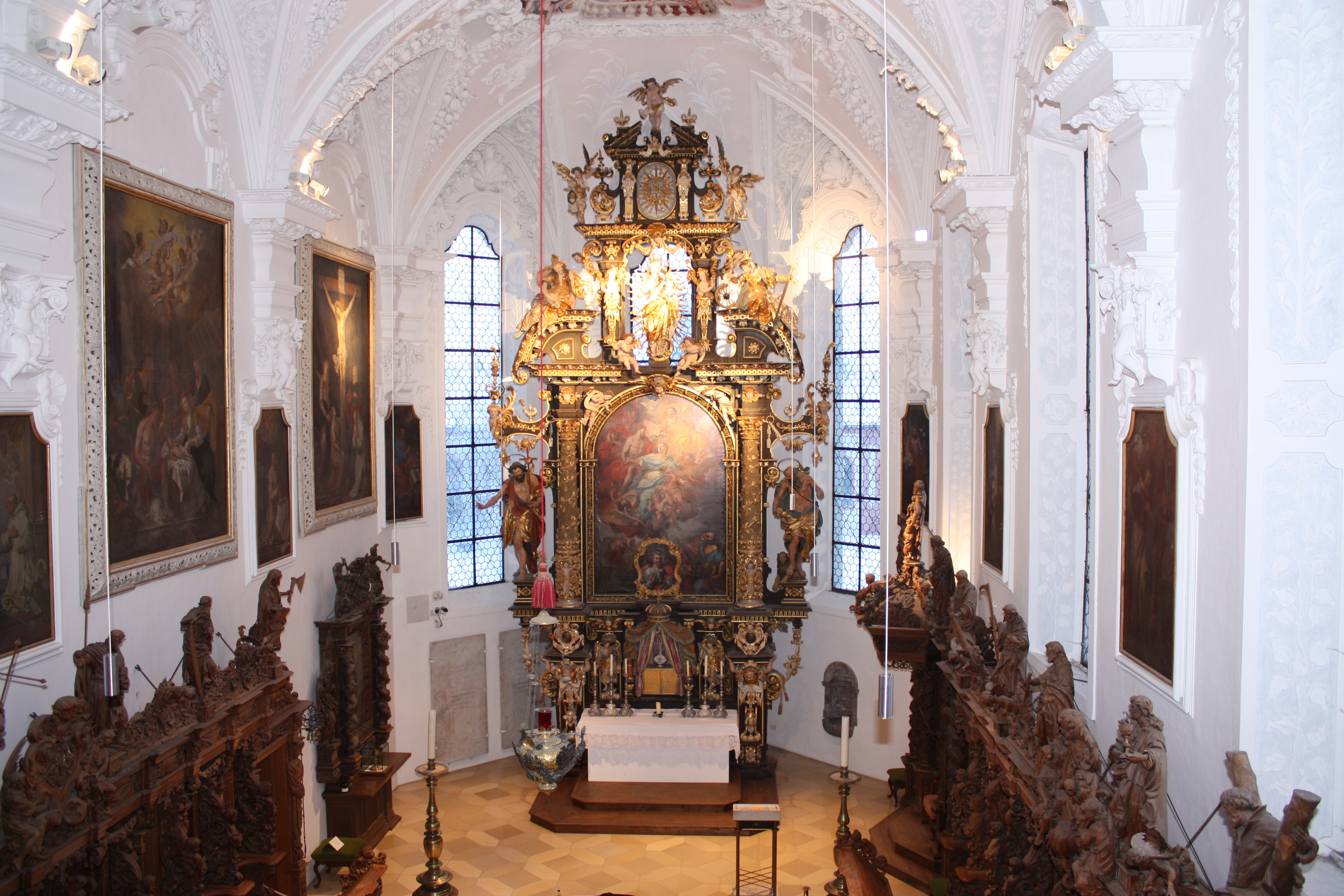
Priesterchor mit den Gemälden an den Seitenwänden

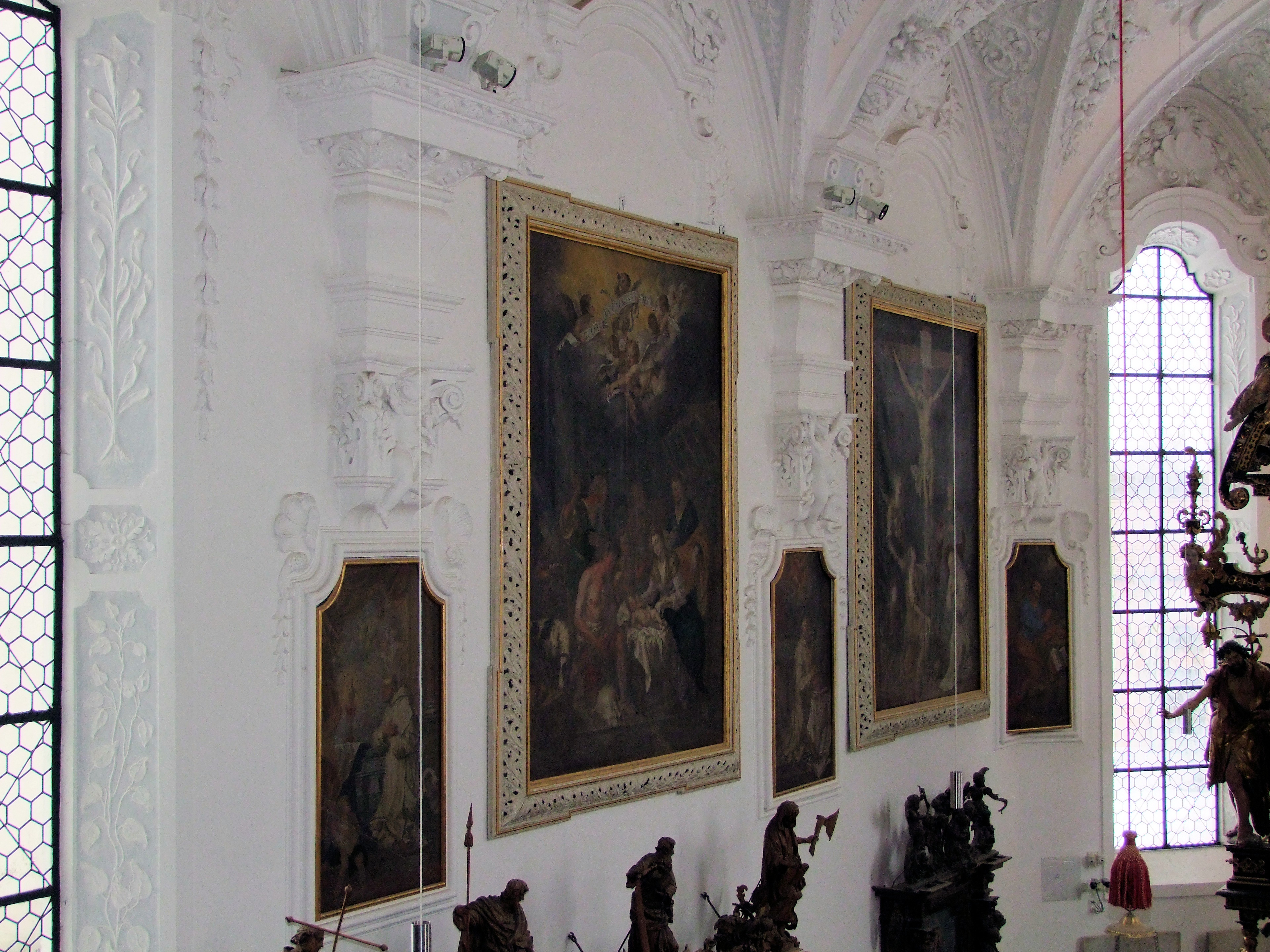
Die Nordwand des Priesterchores mit den Leinwandbildern

## Priesterchor
Im Priesterchor befinden sich neben dem Hochaltarblatt und dem Bild in an der Kredenz weitere Zehn Leinwandbilder.

### Maria Magdalena
Das Leinwandbild Maria Magdalena wurde 1711/1714 von Johann Friedrich Sichelbein gemalt. Es besitzt die Maße 178,5 × 101 Zentimeter und hängt im Westen der südlichen Priesterchorwand, rechts oberhalb des Priorenstuhles. Maria Magdalena ist zentral im Bild als Büßerin dargestellt. Sie ist in einem weiten, weißen Gewand dargestellt. Um ihre Hüften trägt sie ein rosa farbenes Tuch, welches über ihre rechten Oberschenkel bis auf den Boden fällt. In der linken Hand hält sie ein Holzkreuz, das zwischen ihren Schenkeln herabsinkt, mit der Querung nach unten. Das braune Haar fällt nach vorn, über ihre Schultern. Ihre Rechte Hand hält die Haare an der Brust zusammen. Ihr Blick ist nach oben in den Himmel gerichtet. Der mit dunklen Wolken gemalte Himmel wird nur an der äußeren rechten Seite von einer Wolkenlücke mit orangefarbenen Tönen durchbrochen. Aus dem Himmelsloch sehen drei Puttoköpfe auf Maria Magdalena. Zu ihrer Linken steht ein kleiner Tisch auf dem ein aufgeschlagenes Buch liegt. Auf dem Buch ist ein Totenschädel abgebildet. Das untere Drittel des Bildes wird von einer steinigen Landschaft gestaltet, rechts an der Seite sind mehrere Pflanzen zu sehen.

### St. Joseph
Das Leinwandbild St. Joseph wurde zwischen 1711 und 1714 von Johann Friedrich Sichelbein gemalt. Es besitzt die Maße 178,5 × 90,5 Zentimeter und hängt an der Südwand des Priesterchores, links oberhalb des Priorenstuhles.

### St. Petrus
Das Leinwandbild St. Petrus wurde zwischen 1711 und 1714 von Johann Friedrich Sichelbein gemalt. Es besitzt die Maße von 178,5 × 100,5 Zentimeter und hängt an in der östlichen Ecke der Nordwand des Priesterchores.

### Kreuzigung Christi
Das Bild Kreuzigung Christi wurde von Johann Friedrich Sichelbein um 1692 gemalt. Es ist an der Nordwand des Priesterchors an die Wand gehängt und besitzt die Maße 325 × 230 Zentimeter. Unten rechts ist es mit Joh: Frid: Sichelbein fecit signiert. Sichelbein stellt zentral Jesus am Kreuz dar. Das schlichte lateinische Holzkreuz ist mittig im Bild ausgerichtet. Am Kreuzungspunkt der beiden Holzbalken ist ein gewelltes Blatt Papier mit einer Inschrift angebracht. Die weit auseinander gezogenen Arme Jesu sind am äußeren Fünftel des Querbalkens angenagelt. Sein Haupt, noch mit Dornenkrone, ist mit einem Heiligenschein umgeben und nach unten in Richtung seiner Mutter Maria. Jesus selbst ist bis auf einen Lendenschurz nackt dargestellt. Seine ausgemergelte Gestalt hängt am Längsbalken des Kreuzes. Die Füße sind am unteren Fünftel der Längsbalkens angenagelt, die Knie leicht angewinkelt. Unterhalb des Kreuzes liegen ein Totenschädel und mehrere Knochen. Zu seiner Rechten ist Maria, zu seiner Linken Johannes abgebildet. Vor dem Kreuz kniet Maria Magdalena. Vor Johannes ist ein betender Kartäusermönch zu sehen. Maria, mit Strahlennimbus, trägt ein weißes Gewand mit einem goldenen Kopftuch, welches um die Schultern geschlungen ist, ferner trägt sie ein dunkles Tuch um die Hüften. Johannes (mit einem ganz schwachen Heiligenschein), in dunklem Gewand abgebildet, hat ein rotes Tuch um seinen Rücken geschlungen. Maria Magdalena, mit ringförmigem Heiligenschein, ist in hellem Gewand und einem Tuch in der rechten Hand dargestellt. Ihre linke Hand fasst an die Hinterseite des Kreuzes. Der Kartäusermönch – es könnte sich hier um Bruno als Ordensgründer handeln, in der Literatur ist man sich darüber allerdings uneinig – ist in einer weiten Kartäuserkutte dargestellt. Sein kahles Haupt ist durch die nach hinten gerutschte Kapuze zu sehen. Seine Hände sind vor der Brust überkreuzt, sein Blick geht gen Boden. Der Hintergrund des Bildes ist im ersten Drittel in Brauntönen dargestellt. Ab dem zweiten Drittel ist der Hintergrund in dunklen Farben gehalten, ohne eine Landschaft anzudeuten.

### St. Bruno
Das Leinwandbild St. Bruno wurde zwischen 1711 und 1714 von Johann Friedrich Sichelbein gemalt. Es besitzt die Maße 177,5 × 101,5 Zentimeter und Hängt an der Nordwand des Priesterchores.

### Anbetung der Hirten
Das Bild Anbetung der Hirten wurde von Johann Friedrich Sichelbein 1692 gemalt. Es ist an der Nordwand des Priesterchors an die Wand gehängt und besitzt die Maße 324 × 227 Zentimeter. Das Jesuskind ist zentral im unteren Drittel des Bildes dargestellt. Das nackte Kind liegt in einer mit Stroh ausgefüllten und mit einem weißen Leintuch bedeckten Krippe. Maria sitzt rechts neben der Krippe. Ihr zum Jesuskind geneigte Kopf wird, wie der des Kindes von einem leichten Strahlenkranz umgeben. Maria ist in Weiß gekleidet, hat ein dunkles Tuch um die Hüften geschlungen und ein goldenes Kopftuch an. Hinter Maria steht der dunkel gekleidete Josef. Er hat ein goldenes Tuch quer um den Bauch über die Ellenbogen geworfen. Links um die Heilige Familie gruppieren sich die Hirten, der Vorderste ist mit nacktem, muskulösen Oberkörper, die Hände zur Bethaltung gefaltet dargestellt. Sein Blick ist auf das vor ihm liegende Jesuskind gerichtet. Er ist mit einer roten Hose und einem weißen Tuch um die Hüften gekleidet. Vor ihm liegt ein weißes Schaf, links neben ihm ist ein weißer Hund mit schwarzen Flecken zu sehen. Hinter dem knienden Hirten ist ein in Grün und Weiß gekleideter stehender Hirte zu sehen. Seine rechte Hand zeigt in Richtung Himmel, seine linke hält eine dunkle Kappe an der Brust. Er besitzt graues Haar und einen langen grauen Bart. Sein Blick ist auf Josef gerichtet. Hinter dem stehenden Hirten ist eine weibliche Person abgebildet. Ihr Blick geht nach hinten, in den Hintergrund des Bildes. Rechts neben dem Hirten steht ein weiterer Hirte, in Weiß gekleidet mit rotem Umhang. Sein spärliches Haupthaar ist wie der Bart grau. In seiner rechten Hand hält er einen Stock, sein Blick geht auf Josef. Rechts und links von ihm stehen Ochs und Esel. Vor ihm kniet eine Hirtin mit einem kleinen Kind im Arm. Das Kind blickt auf Jesus. Über der Szene ist im oberen Drittel eine Puttengruppe zu sehen. Drei der Putten halten ein Schriftband mit der Aufschrift Gloria in Excelsis Deo. Insgesamt verwendete Sichelbein für das Bild äußerst dunkle Farben. Lediglich das Jesuskind und Maria, sowie die Puttengruppe oben stechen durch die hellen Farben hervor. Das Bild ist in einem barocken Rahmen von Ignaz Waibel gefasst.

### St. Hugo von Lincoln
Das Leinwandbild St. Hugo von Lincoln wurde zwischen 1711 und 1714 von Johann Friedrich Sichelbein gemalt. Es besitzt die Maße 178 × 89,5 Zentimeter und hängt an der Nordwand des Priesterchores.

### St. Hugo von Grenoble
Das Leinwandbild St. Hugo von Grenoble wurde zwischen 1711 und 1714 von Johann Friedrich Sichelbein gemalt. Es besitzt die Maße 177 × 101 Zentimeter und hängt an der Nordwand des Priesterchores.

## Brüderchor
Im Brüderchor befinden sich neben den Altarblättern weitere vier Bilder, sowie ein moderner Kreuzweg.

### Christus am Ölberg
Das Bild Christus am Ölberg wurde 1713/1714 von Johann Georg Bergmüller gemalt. Es besitzt die Maße 178 × 101 Zentimeter. Das in dunklen Tönen gemalte Bild ist an der westlichen Südwand des Brüderchores. Jesus steht dabei zentral im Mittelpunkt, seine linke Hand nach vorn ausgestreckt, mit der Handfläche nach oben. Die rechte Hand zeigt nach unten. Er trägt ein rotes Gewand und einen bläulichen Umhang. Sein von innerem Schmerz gezeichneter Blick ist nach hinten, auf einen rechts hinter ihm stehenden Engel gerichtet. Dieser ist ebenfalls in rot gekleidet, trägt zusätzlich um seine Schultern ein dunkles Tuch, welches ihm schräg wie eine Schärpe über den Rücken vorn über um die Lenden fällt. Mit seinen Armen stützt er Jesus. Über Jesu Kopf ist ein Puttenkopf zu sehen. Hinter seiner linken Schulter schauen zwei weitere Puttiköpfe über seine Schulter. Über diesen ist ein Kelch mit einem daraufliegenden Kreuz abgebildet. Vom Kelch geht ein Lichtschein aus, welcher sich über die gesamte obere Bildhälfte erstreckt. Die untere rechte Ecke des Bildes wird von einem steinigen Hügel eingenommen, das obere Drittel lediglich von einem dunklen wolkigen Hintergrund, welcher lediglich von dem, den Kelch umrahmendes Licht erhellt wird.

### Christus vor Kajaphas
Das Bild Christus vor Kaiphas wurde 1713/14 von Johann Georg Bergmüller gemalt. Es besitzt die Maße 178 × 101,5 Zentimeter und hängt im Osten an der Südwand des Brüderchores. Kajaphas ist dabei am linken oberen Bildrand abgebildet. Er trägt eine Kopfbedeckung, welche einer auf die Seite gedrehten Mitra ähnelt. An der Stirn ist diese Kopfbedeckung mit einer Brosche verziert. Er trägt ein weites Gewand, hat einen langen grauen Bart, seine Augen sind geschlossen. Seine rechte Hand fasst an seine Brust, die linke ist nach vorn ausgestreckt und liegt mit dem Ellenbogen auf einem Pult, auf das sich der komplette Körper stützt, auf. Direkt unterhalb des Podestes ist ein in schwarzem Harnisch gekleideter Ritter zu sehen. Seine rechte Hand ist zur Faust geballt und angewinkelt nach oben gerichtet. Der Kopf ist mit einem schwarzen Helm bedeckt, die starren Augen blicken auf den vor ihm stehenden Jesus, der die komplette rechte Seite ab dem zweiten Drittel ausfüllt. Mit der linken Hand hält der Ritter Jesus an den Haaren fest. Jesus selbst ist in rotem Gewand mit einem blauen Mantel dargestellt. Sein Gesicht blickt nach unten zum rechten Bildrand, seine Augen sind geschlossen. Das Haupthaar und der Bart sind in Braun gehalten. Jesu Hände sind an einem Seil gefesselt, welches von einem in Rottönen dargestellten Mann an der linken Bildhälfte gehalten wird. Lediglich die weiße Kopfbedeckung, die obere Gesichtshälfte und seine Hände sind richtig zu erkennen. Unter und hinter diesem Mann sind weitere Personen dargestellt. Die hinteren sind nur schwach zu erkennen, die unteren wurden von Bergmüller klar dargestellt. Von der oberen Person ist nur das Gesicht und eine Hand zu sehen. Die Hand zeigt auf ein Blatt Papier, welches die unter ihm sitzende Person auf ein Brett gespannt hat. Diese, dem Prozess lauschende Person hat die rechte Hand an seinem rechten Ohr, die linke zum Halten an die rechte Ecke des Brettes gehalten.

### Christus wird dem Volk gezeigt
Das Bild Christus wird dem Volk gezeigt wurde 1713/14 von Johann Georg Bergmüller gemalt. Es besitzt die Maße 178 × 101,5 Zentimeter und hängt an der Ostseite der nördlichen Brüderchorwand.

### Christus an der Geißelsäule
Das Bild Christus an der Geißelsäule wurde 1713/14 von Johann Georg Bergmüller gemalt. Es besitzt die Maße 178 × 101,5 Zentimeter und hängt an der Westseite der nördlichen Brüderchorwand. Christus ist als einzige Person des Bildes in Hautfarben dargestellt. Seine Hände sind an der sich am linken Bildrand befindlichen, gedrechselten Geißelsäule angebunden. Christi Körper wird von Personen, welche um ihn herum dargestellt sind, nach hinten gezogen. Rechts neben ihm, ganz am rechten Bildrand, ist ein Mann, der nur mit einem rötlichen Lendenschurz bekleidet ist. Sein Gesicht und ein Teil seines Oberkörpers sind, neben Jesus, die einzigen hellen und in naturfarbenen Teile des Bildes. Der Mann schiebt sich von rechts nach links in das Bild. Sein Kopf ist leicht angehoben, sein Blick geht direkt zu Christus. In seiner rechten Hand hält er einen Stock oder eine Geißel. Seine linke Hand hat er auf seinem angewinkelten Oberschenkel abgestützt. Hinter ihm steht ein Soldat. Oberhalb Jesu ist ein weiterer Mann dargestellt, der eine Peitsche zum Schlag in seiner geschlossenen Faust in die Luft gereckt hält. Sein Blick ist ebenfalls auf Christus gerichtet, seine Bekleidung ist in Blau. Links daneben, unter dem rechten Ellbogen ist ein weiterer Kopf eines Mannes mit weißem Turban dargestellt, neben diesem ist am äußersten linken Bildrand ein Soldat mit Helm zu sehen. Über der Szene sind weitere Personen in verschiedenen roten Farbtönen dargestellt. Rechts außen steht ein Mann, der sich mit einer Person hinter ihn unterhält und seinen Kopf in deren Richtung dreht, seine Hand zeigt auf Christus. Neben ihm steht ein Mann und blickt in dieselbe Richtung. Schwach ist hinter und links neben diesem eine weitere Person zu erkennen.

## Kreuzganglettner
Auf dem Kreuzganglettner befinden sich zwei Altäre mit insgesamt vier Bildern.